# Televisa
Grupo Televisa ist ein mexikanisches Medienunternehmen mit Sitz in Mexiko-Stadt. Es ist im Índice de Precios y Cotizaciones (IPC) an der Bolsa Mexicana de Valores und der New York Stock Exchange gelistet. 
Der Medienkonzern dominiert mit Reichweiten von 60 bis 85 Prozent Zuschaueranteil den Fernsehmarkt Mexikos, des größten spanischsprachigen Landes der Welt. Neben Mexiko ist es auch in anderen lateinamerikanischen Staaten tätig und exportiert vor allem Telenovelas in über 75 Länder.

## Geschichte
Das Unternehmen entstand unter dem Namen Telesistema Mexicano 1955 aus den drei Vorgängersendern XHTV-TV (gegründet 1950), XEW-TV (gegründet 1951) und XHGC-TV (gegründet 1952). Televisa gehört der mexikanischen Unternehmerfamilie Azcárraga.
Mit dem Hauptkonkurrenten Televisión Independiente de México (TIM), der 1968 auf dem mexikanischen Medienmarkt mit dem Sender XHTIM-TV (Canal 8) startete, fusionierte Telesistema Mexicano und es entstand 1973 das Unternehmen Televisa.
Zu den bekanntesten Sendungen gehört seit 1970 die Nachrichtensendung 24 Horas. 28 Jahre lang moderierte der Nachrichtensprecher Jacobo Zabludovsky die Sendung.

## Struktur
Der Konzern befindet sich im Besitz von drei Familien und gilt als staatsnah. Er und der größte Konkurrent der Gruppe TV Azteca teilen unter sich 90 % der kommerziellen Sendekonzessionen des hochkonzentrierten mexikanischen Rundfunkmarktes auf. Kleinere staatliche Kultursender und nicht kommerzielle, meist kommunale Radios sind maginalisisert und spielen keine bedeutende Rolle.

## Tochterunternehmen
Zu Televisa gehören folgende Tochterunternehmen:
- Comercio Más (Internet: EsMas.com)
- SKY Latin America
- DirecTV Mexico (ehemaliges Satellitenfernsehen-Unternehmen)
- Cablevisión (nur in Mexiko-Stadt)
- Televisa Networks
- Estadio Azteca
- Club América
- Club Necaxa
- San Luis FC
- Editorial Televisa (Bücher, Magazine und Zeitungen)
- Intermex (Editorial house)
- Televisa Radio (früher: Radiopolis)
- Videocine (Filmproduktion und Verkauf)
- Televisa Home Entertainment (DVD-Verkauf)
- EMI Televisa Músic (Plattenlabel)
- EMI Latin (Plattenlabel)
- Televisa Licencias (Werbung)
- Televisa Digital (Internet)
- OCESA (Betreiber von Konzerthallen und Sportstadien)
- TuTV (HDTV Network in den Vereinigten Staaten)
- La Sexta (Fernsehsender in Spanien)
- Más Fondos (Investmentgesellschaft)
- Volaris (Fluggesellschaft)
- CEA (Kunstschule)

## Sender
Televisa betreibt in Mexiko gegenwärtig folgende vier Sender:
- Canal de las Estrellas
- Canal 5
- Galavisión
- 4tv

Des Weiteren betreibt Televisa über das Tochterunternehmen Televisa Networks mehrere Satellitensender.
- Bandamax – a Banda, Norteño and Regional Mexican music station
- Canal de las Estrellas Niños (Channel Of The Stars Kids) – is a brother channel of El canal de las Estrellas intended for children.
- Cinema Golden Choice 1 and 2 – movie service, showcasing Hollywood blockbusters and other films
- De Película
- De Película Clásico
- Ritmoson Latino
- TL Novelas
- TeleHit
- American Network
- Unicable